# G DATA アンチウイルスキット
G DATA アンチウイルス（じー でーた あんちういるす）とは、ドイツのコンピュータセキュリティ会社G DATA CyberDefense社が開発している、アンチウイルスソフトウェアである。
ヨーロッパでの人気が高く、特にドイツではシェア1位を誇っている。

## 特徴
BitDefenderとG Dataの2種類の性格の異なるアンチウイルスエンジンを搭載しており、コンピュータウイルスの検出力が非常に高い。また対応するパターンファイルの更新頻度や公開速度が非常に早く、その点でも評価されている。さらに未知のウイルスに対応する機能（アウトブレイクシールド機能）や、Internet ExplorerとFirefox用のプラグインが用意されており、FBI、CIAなどの国家の捜査当局が仕掛けるスパイウェアについて「どんなトロイの木馬にもウイルススキャンは沈黙してはならない」としており非常に多機能で高性能のソフトウェアと言える。
[いつ？]ただその一方で、動作が非常に緩慢になる点が、ユーザーレビューなどで指摘されていた。この点を改善したとされるRelease2が発表され、ラジオライフ誌で裏モノグランプリを受賞した。
操作画面の動作が鈍いもののAV TESTなどではベンチマークスコア低下はあまり見られずスキャン時以外のパフォーマンス低下は他社比べても比較的少ないと思われる。

## 製品
- 個人向け製品
  - G DATA ANTIVIRUS （G DATA アンチウイルス）
  - G DATA INTERNET SECURITY （G DATA インターネットセキュリティ）
  - G DATA TOTAL SECURITY （G DATA トータルセキュリティ）
  - G DATA MOBILE INTERNET SECURITY (G DATA モバイル インターネットセキュリティ（ANDROID版）
  - G DATA ANTIVIRUS FOR MAC （G DATA アンチウイルス FOR MAC）